# 日刊まにら新聞
日刊まにら新聞（にっかんマニラしんぶん、英語: The Daily Manila Shimbun）は、フィリピンの邦字日刊紙。東南アジア初の日刊邦字紙として1992年5月にマニラで創刊された。本社はマニラ首都圏マカティ市。月１〜２回の休刊日以外は原則８ページの新聞を毎日発行している。

## 概要
元共同通信社社員の野口裕哉がフィリピン・マニラ首都圏で「Kyodo News Daily」を創刊。1996年に題号を「日刊まにら新聞」に変更し、独自取材記事と通信社からの配信記事を掲載している。現地在住駐在員や在留邦人のほか、公式サイトを通じた日本の購読者にとって情報源となっている。戦後に創刊されたアジア邦字日刊紙としては最も古い。インドネシアの｢じゃかるた新聞｣とは姉妹紙的な関係にある。
2000年の連載企画｢壁の向こうでー在日フィリピン日系人｣、2004年の｢日本援助パソコン連続窃盗事件｣報道、2005年の連載企画｢慰霊碑巡礼｣などで過去に8回、海外日系新聞放送協会賞を受賞している。
新型コロナウイルスの影響による部数減少を受けて、2021年12月31日付けを持って、紙面での発行を廃止し、インターネットでの配信に移行する予定。